# 水寧寺摩崖造像
水寧寺摩崖造像位於四川省巴中縣，文物遺址年代判定為唐。1980年7月7日列為四川省重新確定公布的第一批省級文物保護單位。2001年6月25日公佈為第五批全國重點文物保護單位，歸入南龕摩崖造像。